# Mikołaj Bołtuć

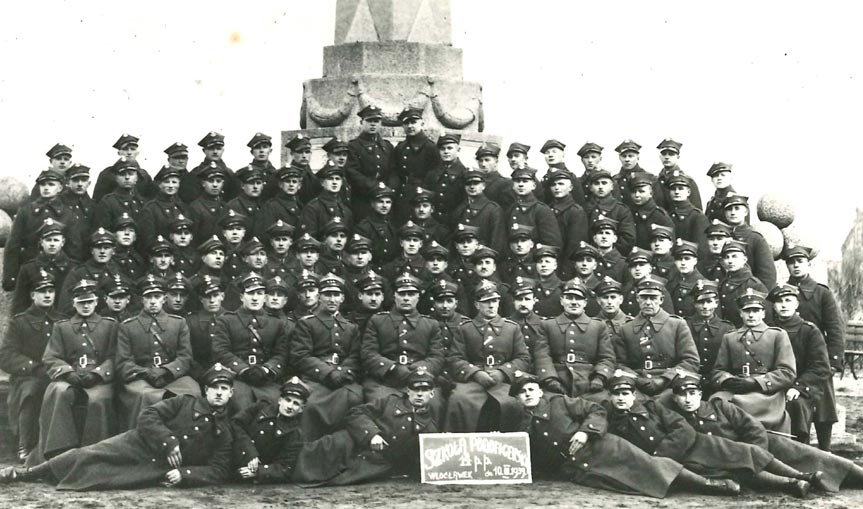
Szkoła Podoficerska 14 pp w 1939 roku. Siedzą od lewej w I rzędzie: ppor. Ziemowit Kuniński, ppor. Mieczysław Nejman, por. Feliks Stawicki, kpt. Józef Rodzeń, płk Franciszek Sudoł, płk Mikołaj Bołtuć, ppłk Władysław Dzióbek, mjr Jan Łobza i ppor. Feliks Matczyński

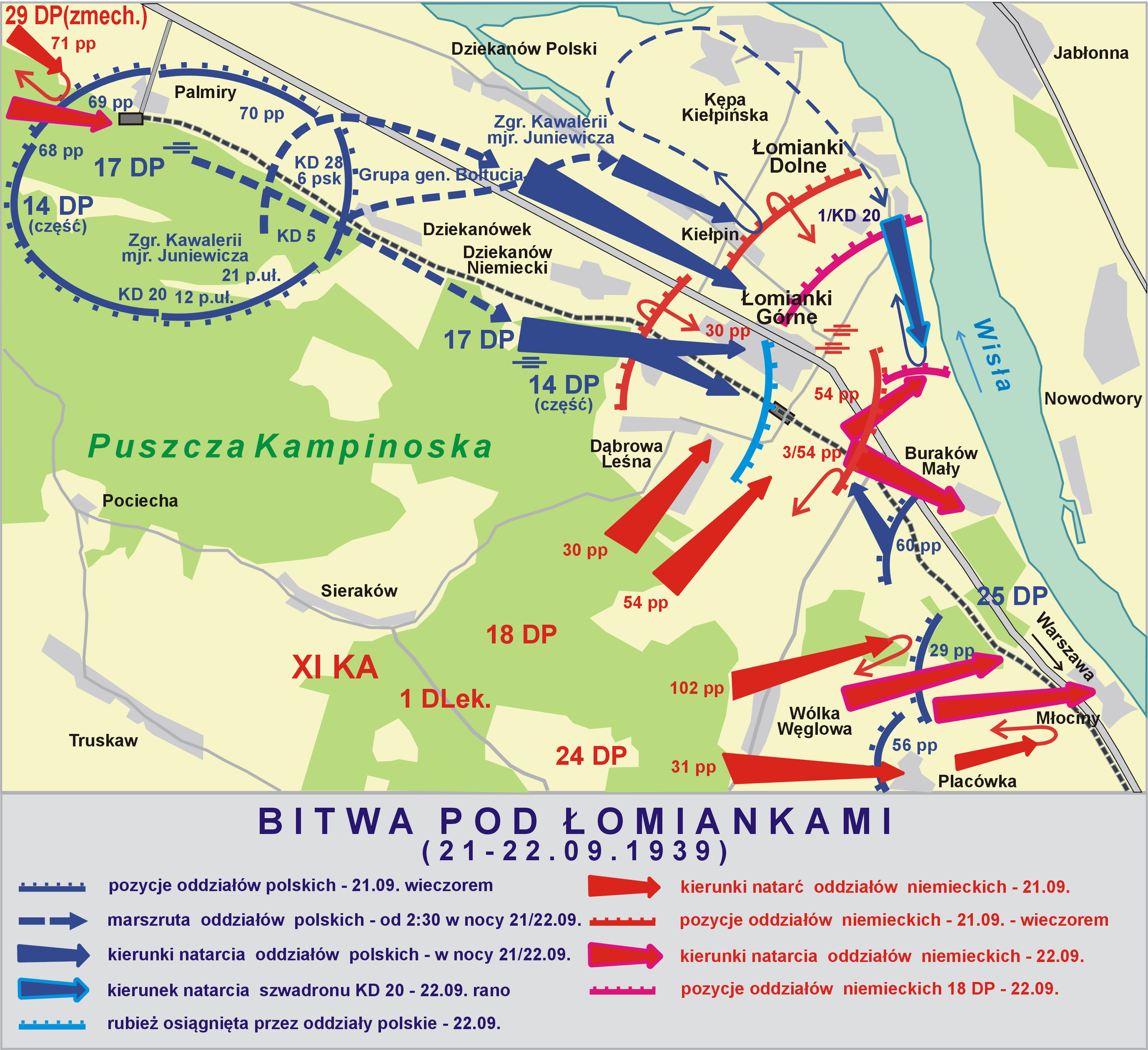

Mikołaj Bołtuć (ur. 8 grudnia?/20 grudnia 1893 w Sankt Petersburgu, zm. 22 września 1939 pod Łomiankami) – generał brygady Wojska Polskiego.

## Życiorys

### Dzieciństwo i młodość
Był synem Ignacego i Anny z Łabuńskich. W Petersburgu uczęszczał do gimnazjum. W Kadeckim Korpusie  od 7 roku życia (1900); w 1911 ukończył rosyjski Korpus Kadetów w Omsku, a w 1913 Pawłowską Szkołę Piechoty w Petersburgu. Uczestniczył w wojnie fińskiej (1917), w której został kontuzjowany w wyniku działania gazów bojowych. Podczas I wojny światowej służył w armii carskiej na różnych stanowiskach podoficerskich i oficerskich, dochodząc do rangi kapitana.
Dowodził m.in. batalionem piechoty na froncie niemieckim. W grudniu 1917 przeszedł do III Korpusu Polskiego, a po jego rozwiązaniu w sierpniu 1918 do 4 Dywizji Strzelców Polskich gen. Lucjana Żeligowskiego, operującej na południu Rosji i Ukrainie. W jej szeregach walczył do czerwca 1919.

### Wojna polsko-bolszewicka
Po powrocie wraz z dywizją do Polski objął dowództwo kompanii, a następnie batalionu w 31 pułku Strzelców Kaniowskich, z którym uczestniczył w wojnie polsko-bolszewickiej. W lipcu 1920 objął dowództwo tego pułku. Dowodząc nim m.in. bronił Zamościa przed sowiecką 1 Armią Konną Siemiona Budionnego, mając wpływ na opóźnienie Budionnego na Bitwę Warszawską.
Dowodził zdobyciem Wyszkowa przez wojska polskie, opisanym przez Stefana Żeromskiego w opowiadaniu Na Plebanii w Wyszkowie.

### Dwudziestolecie międzywojenne
W okresie od 1 listopada 1921 do października 1922 był słuchaczem Kursu Doszkolenia Wyższej Szkoły Wojennej w Warszawie. Następnie piastował różne stanowiska sztabowe; był szefem wydziału w Biurze Ścisłej Rady Wojennej, szefem Oddziału III a Operacyjnego i szefem wydziału dowództwa „Wschód”. Przeszkolony w Paryżu. 31 marca 1924 awansował na podpułkownika.
Od 1926 pełnił funkcję oficera do specjalnych poruczeń w Gabinecie Generalnego Inspektora Sił Zbrojnych. W czerwcu 1927 przeniesiony został do Korpusu Ochrony Pogranicza i wyznaczony na stanowisko dowódcy 6 Półbrygady Ochrony Pogranicza. Na tym stanowisku został przez Prezydenta Rzeczypospolitej Ignacego Mościckiego awansowany na stopień pułkownika, ze starszeństwem z dniem 1 stycznia 1928 r. i 17 lokatą w korpusie oficerów piechoty. W lipcu 1929 mianowany został dowódcą Brygady KOP „Grodno”. W czerwcu 1930 przeniesiony został z KOP i wyznaczony na stanowisko dowódcy piechoty dywizyjnej 19 Dywizji Piechoty w Wilnie. Od października tego roku pełnił obowiązki dowódcy tej dywizji.
W latach 20. był wiceprezesem Wojskowego Klubu Samochodowego i Motocyklowego. Zwolennik apolityczności wojska, niereligijny, przeciwstawiał się dominacji legionistów, zwolennik ograniczenia wydatków reprezentacyjnych; czynniki te spowalniały jego awans. Od 1936 dowodził 4 Dywizją Piechoty w Toruniu. Z dniem 19 marca 1939 r. został awansowany do stopnia generała brygady (10 lokata w swoim starszeństwie).

### Wojna obronna 1939
W sierpniu 1939 objął dowództwo Grupy Operacyjnej „Wschód” w składzie Armii „Pomorze” gen. Władysława Bortnowskiego.
Początkowo jej zadaniem miała być osłona ewentualnej polskiej demonstracji siły w przypadku niemieckich prób opanowania Gdańska. W wyniku zaostrzenia się sytuacji, zadaniem GO stała się obrona południowego odcinka polskiego Pomorza, na linii Osa – jezioro Mieliwo – jezioro Sosno – jezioro Zbiczno – jezioro Bachotek – Drwęca do granicy państwa. W pierwszych dniach wojny, po odparciu ataku przeważających sił wroga, m.in. dzięki brawurowemu kontratakowi wkroczył na teren Prus Wschodnich i utrzymał się tam ok. 2 dni próbując sprowokować oddziały przeciwnika do zawrócenia części sił ofensywnych. Niestety von Brauchitsch nie popełnił tego błędu. Wraz z pozostałymi siłami Armii „Pomorze” wycofywał się w kierunku południowo–wschodnim. 11 września dotarł wraz z podległymi mu siłami w rejon bitwy nad Bzurą. Uczestniczył w natarciu na lewym skrzydle wojsk polskich. Siłami 16 Dywizji Piechoty zajął Łowicz. 14 września, na skutek meldunków o nadciągających spod Warszawy niemieckich jednostkach pancernych, wydał rozkaz wycofania na północny brzeg Bzury. Gdy przepełniona twierdza Modlin nie mogła przyjąć jego żołnierzy, a tylko oficerów, zdecydował się na brawurowy marsz na odsiecz Warszawie. Na czele improwizowanej grupy wojska, liczącej ok. 5 tys. żołnierzy, uczestniczył w walkach obronnych, a od 17 września – odwrotowych w kierunku na Warszawę. 22 września podczas próby przebicia się do Warszawy z rejonu Palmir wywiązała się krwawa, wielogodzinna bitwa pod Łomiankami. Natarcie polskie załamało się z braku amunicji, a gen. Mikołaj Bołtuć poległ w ogniu snajperów, osobiście prowadząc żołnierzy do ataku na bagnety.
Do historii przeszły jego słowa o generale Bortnowskim dowódcy Armii „Pomorze”:

żałuję, że w pierwszych dniach wojny, w czasie bitwy w Borach Tucholskich, nie dałem mu kuli w łeb i nie objąłem dowództwa oraz Jak zginę, to niech wszyscy wiedzą, że zginąłem ja i armia z winy tego skurwysyna…

Został pochowany na Cmentarzu Wojskowym na Powązkach w Warszawie (kwatera A 10, rząd 1, grób 10). Jak w 1945 roku zrelacjonował ppłk Jan Topczewski, dowódca 146 Pułku Piechoty, w pogrzebie generała Bołtucia uczestniczyła delegacja polskich jeńców wojennych, której Topczewski był członkiem.

## Życie prywatne
W 1925 został mężem Marii z.d. Wesołowskiej (1905-1964), pielęgniarki ZWZ i AK, odznaczonej Krzyżem Zasługi z Mieczami. Jego dziećmi byli Irena Bołtuć-Hausbrandt (1925-2000), uczestniczka powstania warszawskiego, docent PWSFTviT w Łodzi, teatrolog i tłumaczka oraz architekt Andrzej Bołtuć (1929-2009).

## Awanse
- kapitan – 1917
- major – 3 maja 1922 zweryfikowany ze starszeństwem z dniem 1 czerwca 1919 w korpusie oficerów piechoty
- podpułkownik – 31 marca 1924 ze starszeństwem z dniem 1 lipca 1923 i 18 lokatą w korpusie oficerów piechoty
- pułkownik – 1 stycznia 1928 ze starszeństwem z dniem 1 stycznia 1928 i 17 lokatą w korpusie oficerów piechoty[19]
- generał brygady – 19 marca 1939

## Ordery i odznaczenia
- Krzyż Złoty Orderu Wojennego Virtuti Militari nr 00110 (pośmiertnie)
- Krzyż Srebrny Orderu Wojskowego Virtuti Militari nr 738 – 28 lutego 1921[20]
- Krzyż Komandorski Orderu Odrodzenia Polski[21]
- Krzyż Oficerski Orderu Odrodzenia Polski (27 listopada 1929)[22][23]
- Krzyż Walecznych (czterokrotnie, po raz czwarty w 1922)[24]
- Złoty Krzyż Zasługi (dwukrotnie: 19 marca 1937[25], 10 listopada 1938[26])
- Medal Pamiątkowy za Wojnę 1918–1921
- Medal Dziesięciolecia Odzyskanej Niepodległości
- Srebrny Medal Za Długoletnią Służbę
- Brązowy Medal Za Długoletnią Służbę
- Odznaka Pamiątkowa Generalnego Inspektora Sił Zbrojnych (12 maja 1936)
- Państwowa Odznaka Sportowa[27]
- Odznaka Strzelecka[27]

- Krzyż Komandorski Orderu Korony Rumunii (Rumunia)
- Medal Zwycięstwa (Medal Międzysojuszniczy)

## Opinie
- /Gra woj. 1937 r. - dowódca dywizji piechoty/. Po jednym ćwiczeniu ograniczam się do stwierdzenia, że dowodził dobrze. /-/gen.Bortnowski

Po zaledwie półrocznej obserwacji mogę już stanowczo stwierdzić, że płk Bołtuć jest tak w polu jako dowódca, jak w wyszkoleniu i wreszcie jako wychowawca pierwszorzędnym dowódcą dywizji. /-/gen.Bortnowski.
- Wiedza i doświadczenie, charakter i temperament, talent dowodzenia w polu i umiejętność szkolenia składają się u tego dowódcy na harmonijną całość bardzo dobrego dowódcy dywizji tak na czas wojny jak i pokoju.
- Opinia z akcji na Zaolziu: Talent. Widzi jasno, myśli wyjątkowo realnie i konkretnie. Jest lubiany, budzi zaufanie tak u przełożonych jak i podwładnych. Świetny dowódca dywizji i w razie potrzeby i wyżej. Zdolny do samodzielnych działań. /-/ gen. bryg. Bortnowski[28]

## Upamiętnienie

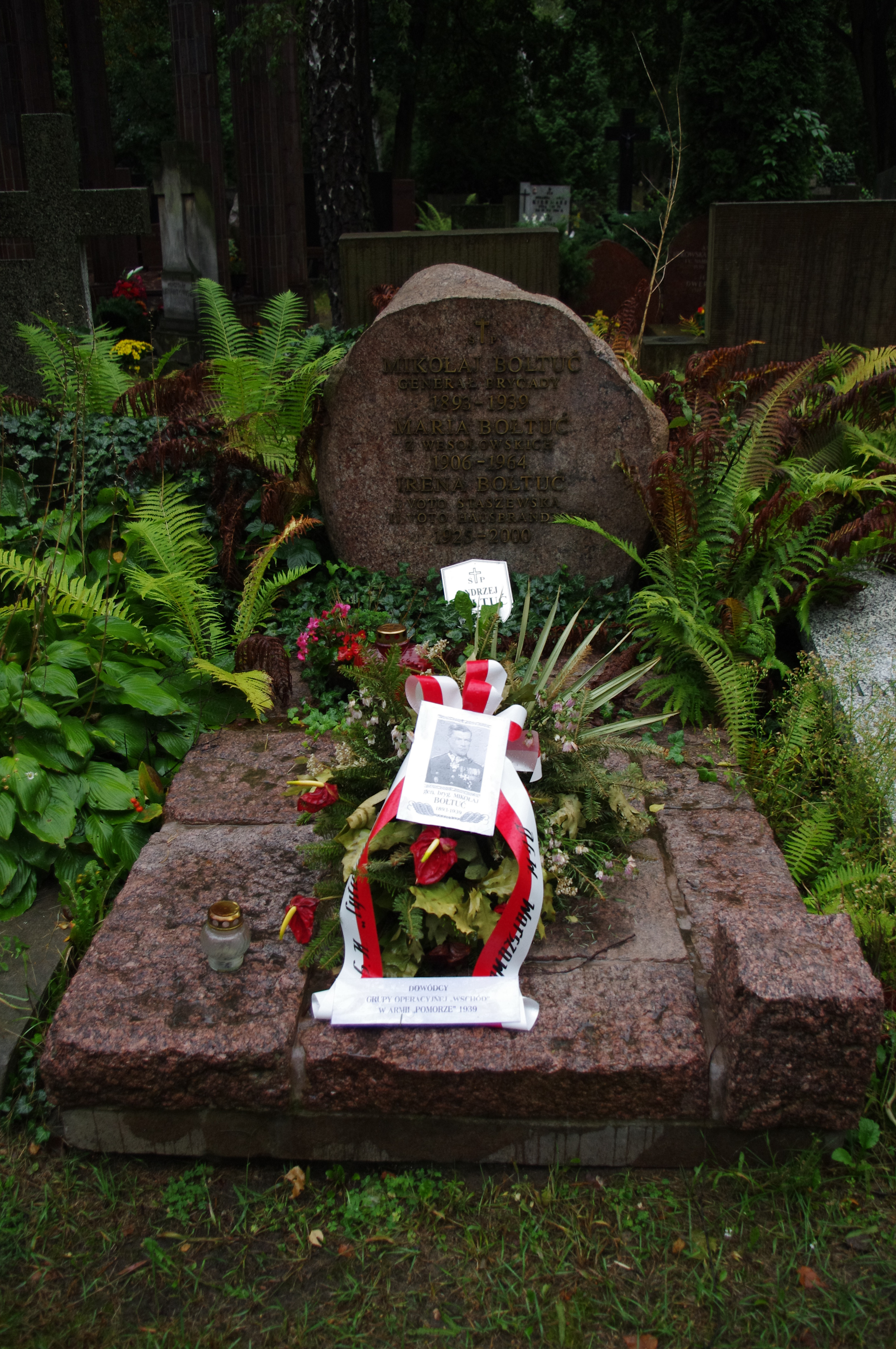
Grób gen. Mikołaja Bołtucia na Cmentarzu Wojskowym na Powązkach

Na cmentarzu w Kiełpinie znajduje się jego symboliczny grób wraz z 2500 poległych w bitwie. Prawdziwy grób, z żoną Marią z Wesołowskich i córką Ireną, na Powązkach Wojskowych w Warszawie.
W centrum Łomianek znajduje się pomnik jego pamięci, na rogu ulicy jego imienia. Co roku we wrześniu odbywają się tu uroczystości ku czci żołnierzy września 1939.
Ulice jego imienia znajdują się także w Warszawie (nazwa nadana w 1980), Wrocławiu, Zamościu, Grudziądzu, Jabłonowie Pomorskim, Grodzisku Mazowieckim, Bydgoszczy i Łowiczu.
Tablica pamiątkowa znajduje się także na Pomniku Barykada Września na Ochocie.